# 彼得羅巴甫利夫卡 (別里斯拉夫區)
47°17′33″N 33°34′10″E / 47.29250°N 33.56944°E
彼得罗巴甫利夫卡（烏克蘭語：Петропавлівка）是位於烏克蘭南部的村莊，由赫爾松州贝里斯拉夫区的新亚历山德里夫卡市镇負責管轄。該村面積238.4平方公里，海拔高度76米，2001年人口722，人口密度每平方公里3人。